# Grégoire VII d'Anazarbe
Grégoire VII d'Anazarbe ou Grigor VII Anawarzec‘i (en arménien Գրիգոր Է Անավարզեցի) est le Catholicos de l'Église apostolique arménienne de 1293 à 1307.

## Biographie
Grégoire évêque d'Anazarbe devient Catholicos après la mort en déportation à Damas de son prédécesseur Étienne IV Klaietsi. 
Le roi Héthoum II d'Arménie et le parti pro-latin réussissent à élever au catholicossat Grégoire VII Anawarzec‘i, qui est un ardent partisan de leurs idées. « C'est un homme savant et vertueux, aimant l'Église et connaissant les langues et les littératures latine et grecque. » Le roi Héthoum II doit soutenir son candidat Grégoire VII contre le Catholicos concurrent d’Aghtamar. Le nouveau patriarche se montre un partisan résolu de l’union avec l'Église catholique romaine.
Après avoir défini les changements qu'il entend introduire dans l'Église arménienne d'après les dogmes de l'Église latine, ses tentatives de les imposer à son clergé génèrent immédiatement des troubles importants. Son projet semble toutefois devoir se concrétiser lorsqu’il convoque le 5e concile de Sis pour l’année (1307). Il meurt toutefois avant la réunion de l’assemblée.
Grégoire VII avait transféré le siège du catholicossat à Sis, la capitale du royaume arménien de Cilicie où il demeure jusqu’en 1441. Il est également connu comme étant l’oncle du Catholicos Jacob ou Hakob II de Tarse.